# Aselliscus dongbacana
Aselliscus dongbacana — вид родини Hipposideridae, ссавець ряду Лиликоподібні (Vespertilioniformes, seu Chiroptera).

## Етимологія
Видовий епітет стосується обмеженого діапазону поширення нового виду, під назвою «Dong Bac» в'єтнамською.

## Морфологія
Кажан невеликого розміру, з довжиною голови й тіла 40,5 мм, довжина передпліччя 43,8 мм, довжина хвоста 39.5 мм, довжина вух 12,2 мм і маса до 4,5 гр.
Хутро довге і м'яке. Верх варіюється від жовтувато-коричневого до коричнево-сірого кольору, а нижні частини тіла від білого до світло-жовтого. Вуха маленькі, загострені.

## Середовище проживання
Цей вид відомий тільки в Північному В'єтнамі. Живе в карстових районах.

## Звички
Ховається в печерах і в вапнякових середовищах. Харчується комахами.
Кілька вагітних самиць були захоплені в травні, тоді як інші, годуючі — в червні. Ці спостереження підтверджують, що основний період розмноження триває з березня по липень.